# نادي بتروجيت موسم 2010–11
| نادى بتروجيت الرياضى                                                   | نادى بتروجيت الرياضى                                |
| ---------------------------------------------------------------------- | --------------------------------------------------- |
|                                                                        |                                                     |
| موسم 2010-2011                                                         |                                                     |
| رئيس النادي : أحمد رضا مرسي                                            |                                                     |
| المدير الفني : حلمي طولان                                              |                                                     |
| بطولات الموسم                                                          |                                                     |
| الدوري المصري الممتاز                                                  | المركز السادس                                       |
| كأس مصر                                                                | دور ال16                                            |
| هداف الفريق                                                            |                                                     |
| الموسم : 4 أهداف : السيد حمدي الدوري : 3 أهداف : السيد حمدي، محمد كوفي |                                                     |
| {\displaystyle \rightarrow } الموسم الماضى 2009-2010                   | الموسم التالى {\displaystyle \leftarrow } 2011-2012 |

دخل بتروجيت هذا الموسم في مسابقتين رسميتين، الدوري المصري الممتاز وكأس مصر
وذلك جدول يوضح المسابقات الرسمية فقط
| المسابقة              | الترتيب الحالى | المباراة الأولى | المباراة الأخيرة |
| --------------------- | -------------- | --------------- | ---------------- |
| الدوري المصري الممتاز | المركز السادس  | 6/8/2010        |                  |
| كأس مصر               | دور ال16       | 9/12/2010       |                  |

## الانتقالات

### إلى النادي
| التاريخ       | المركز   | الاسم        | من               | المبلغ     | المصدر |
| ------------- | -------- | ------------ | ---------------- | ---------- | ------ |
| 8 يونيو 2010  | مدير فني | حلمي طولان   | بدون نادي        | بدون مقابل | [ 1 ]  |
| 8 يونيو 2010  | وسط      | بهاء بري     | بترول أسيوط      |            | [ 2 ]  |
| 8 يونيو 2010  | وسط      | مشهور أحمد   | نادي بترول أسيوط |            | [ 2 ]  |
| 10 يونيو 2010 | وسط      | حمادة الغنام | مياه البحيرة     |            | [ 2 ]  |
| 14 يونيو 2010 | مدافع    | شريف حازم    | إنبي             |            | [ 2 ]  |
| 14 يونيو 2010 | مدافع    | محمد إبراهيم | إنبي             |            | [ 2 ]  |
| 15 يونيو 2010 | وسط      | عمرو سماكة   | نادي الجونة      |            | [ 2 ]  |
| 20 يونيو 2010 | مهاجم    | حسن عبده     | المنيا           |            | [ 2 ]  |
| 20 يونيو 2010 | وسط      | محمد رجب     | المنيا           |            | [ 2 ]  |
| 7 يوليو 2010  | مدافع    | تامر محب     | بلدية المحلة     |            |        |
| 17 يوليو 2010 | مدافع    | أحمد الساعي  | المنصورة         |            |        |

### من النادي
| التاريخ                 | المركز    | الاسم            | إلى               | المبلغ              | المصدر |
| ----------------------- | --------- | ---------------- | ----------------- | ------------------- | ------ |
| فترة الانتقالات الصيفية | مدير فني  | مختار مختار      | المصري            |                     |        |
| 6 يونيو 2010            | وسط       | محمود عبد الحكيم | المصري            | مليون و700 ألف جنيه | [ 3 ]  |
| 7 يونيو 2010            | وسط       | وليد سليمان      | إنبي              | لم يعلن             | [ 4 ]  |
| 7 يونيو 2010            | وسط       | محمد شعبان       | إنبي              | لم يعلن             | [ 4 ]  |
| 13 يونيو 2010           | مدافع     | هشام النوبي      | مصر للمقاصة       | بدون مقابل          | [ 5 ]  |
| 13 يونيو 2010           | مهاجم     | حسام أسامة       | مصر للمقاصة       | بدون مقابل          | [ 5 ]  |
| 13 يونيو 2010           | مدافع     | حسن كوندي        | مصر للمقاصة       | بدون مقابل          | [ 5 ]  |
| 13 يونيو 2010           | وسط       | هاني حسن         | مصر للمقاصة       | بدون مقابل          | [ 5 ]  |
| 13 يونيو 2010           | مهاجم     | علاء إبراهيم     | المصرية للاتصالات |                     |        |
| 13 يونيو 2010           | مدافع     | محمد حافظ        | طلائع الجيش       |                     |        |
| 13 يونيو 2010           | حارس مرمى | أحمد خطاب        | المصرية للاتصالات |                     |        |
| 1 يوليو 2010            | وسط       | الحسيني محمد     | طلائع الجيش       |                     |        |

## وصلات خارجية
- الموقع الرسمى
- الرسمى على الفيس بوك نادي بتروجيت موسم 2010–11  على فيسبوك.
- قناة نادى بتروجيت

قالب:دوري مصري 2010-2011قالب:تشكيلة نادي بتروجيت 2010-2011